# Borgosesia
Borgosesia là một đô thị ở tỉnh Vercelli trong vùng Piedmont thuộc Ý, có cự ly khoảng 80 km về phía đông bắc của Torino và khoảng 45 km về phia bắc của Vercelli. Tại thời điểm ngày 31 tháng 12 năm 2004, đô thị này có dân số 13.755 người và diện tích là 40,6 km².
Đô thị Borgosesia có các frazioni (đơn vị cấp dưới, chủ yếu là các làng) Agnona, Bastia, Bettole, Ferruta, Foresto, Guardella, Isolella, Lovario, Plello, Rozzo, Vanzone, Valbusaga, Caneto, Cadegatti, Calco, Cesolo, Caggi, Cartiglia, Pianezza, Plello, Cardolino, Brina, Orlongo, Sella, Pianaccia, và Gianninetta.
Borgosesia giáp các đô thị: Breia, Cellio, Grignasco, Guardabosone, Postua, Quarona, Serravalle Sesia, Valduggia, Varallo Sesia, Vocca.